# Миёси, Масао
Масао Миёси (яп. マサオ・ミヨシ Масао Миёси, 14 мая 1928 года — 1 октября 2009 года) — японский литературовед и культурный критик. Жил в США. Оригинальное написание имени на японском — 三好将夫. Эмерит Калифорнийского университета в Беркли. После окончания филологического факультета Токийского университета (отделение английской литературы) и аспирантуры в нём переехал в США, где стал одним из крупнейших японистов последних десятилетий. Известен как один из первых критиков на Западе японского национализма и популяризатор творчества Кэндзабуро Оэ за пределами Японии. Был близок Кадзуо Ито, Ноаму Хомскому, Эдварду Саиду.

## Избранные сочинения
- The divided self: a perspective on the literature of the Victorians. 1969
- Accomplices of silence: the modern Japanese novel. 1974
- As we saw them: the first Japanese Embassy to the United States (1860). 1979
- Off center: power and culture relations between Japan and the United States. 1991